# Dry Falls (North Carolina)
Dry Falls, også kendt som Upper Cullasaj Falls er et vandfald på Cullasaja River i Nantahala National Forest i Macon County i North Carolina. Faldet indgår i "Mountain Waters Scenic Byway'.' Vandfaldet, der har en højde på 20,1 m, ligger ved US Highway 64 ca. 5 km nordvest for byen Highlands. Faldet har tidligere været kendt under andre navne, High Falls, Pitcher Falls m.fl.

## Geologi
Dry Falls er en del af en serie af vandfald på Cullasaja River over en strækning på 14 km af floden. Vandet falder fra en overhængende skrænt, som tillader besøgende på en sti, der fører ind bag vandfaldet, uden at man bliver specielt våd, når vandstanden i floden er lav. Man skal dog ikke prøve ved høj vandstand, hvis man ikke ønsker at blive våd. Navnet "Dry Falls" kommer netop af, at man kan undgå at blive våd, selv om man går bag faldet.
Faldets højde opgives forskellige i forskellige kilder. Bogen North Carolina Waterfalls af Kevin Adams sætter højden til 19,8 m, mens NCWaterfalls.com angiver højden til 24,4 m.,.

## Besøg ved faldet
I modsætning til Cullasaja Falls er det forholdsvis nemt at besøge Dry Falls. Der er indrettet en parkeringsplads ved siden af vejen, og en trappe fører ned til selve faldet.
I perioden 2008 – 2009 blev forholdene for besøgende forbedret. Der blev anlagt en bygning med blandt andet toiletter, og en ny sti og en udsigtsplatform blev bygget ved parkeringspladsen.

## Andre vandfald i nærheden
Ikke langt fra dette vandfald finder man yderligere tre kendte vandfald, foruden en række sværere tilgængelige og derfor mindre kendte. De mest kendte er:
- Bridal Veil Falls
- Cullasaja Falls
- Quarry Falls

## Eksterne referencer
- Dry Falls fra Visit North Carolina Arkiveret 8. januar 2018 hos  Wayback Machine
- Dry Falls fra Asheville Trails Arkiveret 7. januar 2018 hos  Wayback Machine
- Dry Falls fra Waterfall-Picture-Guide Arkiveret 8. januar 2018 hos  Wayback Machine

35°04′05″N 83°14′21″V / 35.0681°N 83.2391°V